# كنيسة الشفاعة (كامينسك-شاختينسكي)
كنيسة شفاعة مريم العذراء (بالروسية: Церковь Покрова Пресвятой Богородицы)، هي كنيسة روسية أرثوذكسية تقع في قرية كامينسك-شاختينسكي، روستوف أوبلاست، روسيا، انطلقت أعمال البناء في عام 1996، واستمرت حتى عام 2003.

## تاريخ
بدأ تشييد الكنيسة في عام 1996، واستمر بناؤها اعتمادا على تبرعات سكان المدينة، وقد بُنيت وفق مشروع المهندس المعماري ج.د ستايخ.
يحتوي برج الناقوس على ستة أجراس، خمسة أجراس في بلفري صغير والأجراس الرئيسية تزن 350 كيلوغراما ويبلغ قطرها مترا.
افتتحت الكنيسة يوم 14 أكتوبر سنة 2003، وتتوفر على مدرسة الأحد ومكتبة رعية ومقصف للمشردين.
يتطوع أعضاء الكنيسة في مستشفى المدينة ودار الأيتام والمدرسة الثانوية.

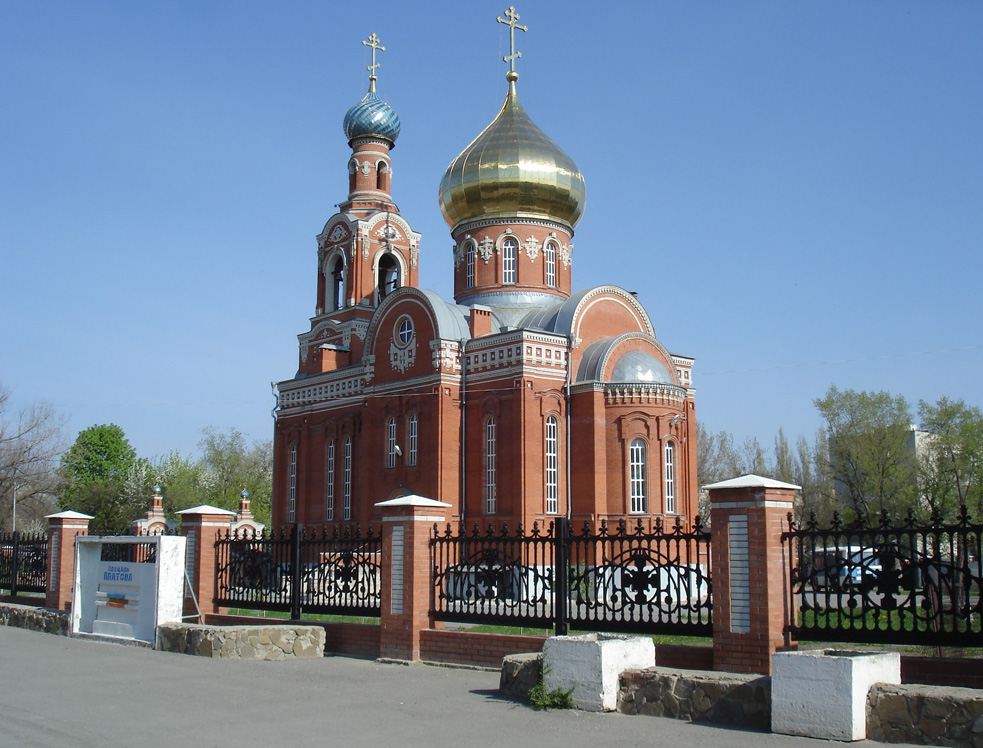
كنيسة الشفاعة
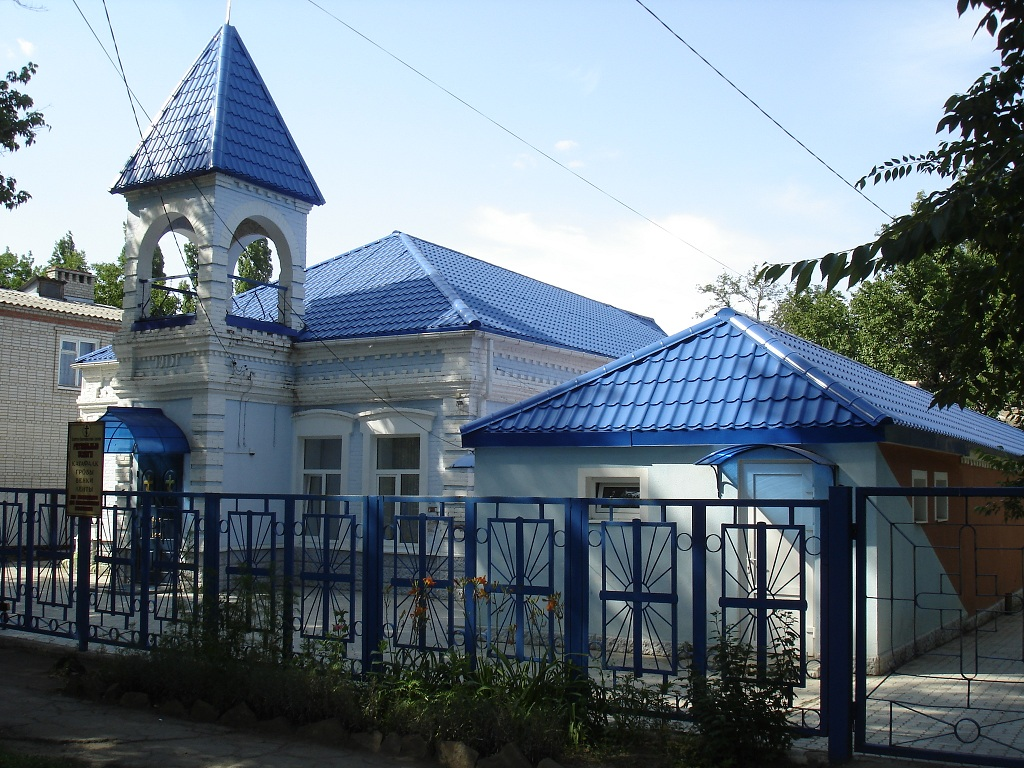
كنيسة الشفاعة (المبنى القديم)